# آدم البريمني
آدم البريمني (بالألمانية: Adam von Bremen) (باللاتينية: Adamus Bremensis) هو مؤرخ وجغرافي، وعلى الأغلب فقد ولد في ساكسونيا العليا (في مايسن وفقا لإحدى الروايات) قبل العام 1045. وأتى إلى بريمن حوالي العام 1067 أو 1068، ويرجح أنه أتى بدعوة من كبير الأساقفة أدالبرت، في السنة الرابعة والعشرين من مدة ولاية الأسقف (1043؟ - 1072)؛ وفي عام 1069 ظهر ككاهن في هذه الكاتدرائية ومعلما في مدرسة الكاتدرائية. وليس ببعيد عن هذه الفترة زار الملك الدنماركي سفين إستريتسون في زيلاند؛ وعند موت أدالبرت عام 1072 بدأ بكتابة تاريخ كنائس هامبورغ Historia Hammaburgensis Ecclesiae والذي أنهاه حوالي العام 1075. ومات في 12 أكتوبر ولكن السنة غير معروفة ويرجح أنها 1076.
كتاب التاريخ، المعروف أيضا باسم أعمال أساقفة كنيسة هامبورغ Gesta Hammaburgensis Ecclesiae Pontificum أو Bremensium praesulum Historia أو Historia ecclesiastica، هو مصدر أولي، ليس فقط عن أسقفية هامبورغ وبريمن، ولكن لكل شمال ألمانيا وأراضي البلطيق (حتى العام 1072)، ولمستعمرات الفايكينغ حتى أمريكا. وهنا يأتي أول ذكر لمنطقة فينلاند، وأظهر الكتاب اهتماما كبيرا بمنطقة روسيا وكييف وقبائل البروسيين الوثنية والونديين وعدة قبائل سلافية في جنوب البلطيق. وأيضا منطقة فنلندا وثوله أو أيسلندا وغرينلاند والبحار القطبية التي حاول هارالد هاردرادا ونبلاء فريزيا أن يستكشفوها في أيام آدم (قبل العام 1066 حيث قتل هارالد في إنكلترا). أما سجلات آدم عن التجارة في شمال أوروبا في ذلك الوقت هي ذات قيمة كبيرة أيضا، بالذات عن أسواق يومني على مصب نهر الأودر، وبيركا في السويد وأوستروغارد (يحتمل أنها نوفغورود القديمة) في روسيا.
هذا العمل يضعه بين أوائل وأفضل مؤرخي الحوليات الألمان، ويحتوي على أربعة كتب أو أجزاء، وتم تجميعه من ناحية من الوثائق المكتوبة ومن ناحية أخرى من المعلومات المتوارثة شفهيا، وبينما جمعت الوثائق الباقية من خبرته في بلاط أدالبرت وسفين إستريدسون. ومن بين مصادر معلوماته الثانوية فقد سمى آدم أسماء كثيرة ومنهم أديلوارد عميد بريمن، ووليام الإنكليزي أسقف زيلاند والذي كان سابقا مستشار كانوت العظيم، وصديقا حميما لسفين إستريدسون).
الكتاب الرابع (والذي قد يعد الأهم بين الأجزاء) من كتاب التاريخ، هو بعنوان وصف الجزر الشمالية (باللاتينية: Descriptio Insularum Aquilonis) قد اعتبر بالخطأ عملا منفصلا. وبقيت عشر مخطوطات من هذا العمل، ومن أهمها الأولى والثانية الموجودتان في المكتبة الملكية في كوبنهاغن؛ الثالثة موجودة في جامعة ليدن في هولندا؛ والثالثة موجودة في مكتبة الفاتيكان في روما؛ والخامسة في مكتبة الدولة في فيينا؛ والسادسة في المكتبة الدوقية في فولفنبوتل.
هناك 15 طبعة ظهرت من الكتاب حتى بدايات القرن العشرين سواء في أجزاء أو كاملا؛ وقد صدرت الطبعة الأولى في كوبنهاغن عام 1579 (وقد ظهر كتاب وصف الجزر الشمالية في ستوكهولم عام 1615)، وأفضل طبعة ظهرت في هانوفر عام 1846 (في لابنبرغ في Scriptores Rerum Germanicarum؛ وأعيد طبعه من قبل لودفيغ فايلاند عام 1876)، وفي باريس عام 1884 (في كتاب جاك بول ميني Patrologia Latina). وهناك أيضا ثلاث نسخ ألمانية وأخرى دنماركية، وأفضلها بقلم يوهان كريستيان موريتز لوران (وفيلهلم فاتنباخ) في كتاب مؤرخ الماضي الألماني في الجزء السابع (1850 و1880).